# Convento de Agustinas Recoletas
El convento de Agustinas Recoletas es un edificio religioso situado en la plaza de las Recoletas (o plaza de los Ajos), en la ciudad de Pamplona, Navarra (España).

## Descripción
Fue construida en 1624 por el arquitecto y Trazador de Obras Reales y Maestro Mayor de la Villa de Madrid Juan Gómez de Mora, bajo el patronato de Juan de Ciriza y Balanza, marqués de Montejasso y secretario de Felipe III, y su esposa Catalina de Alvarado.
El arquitecto real, Juan Gómez de Mora, realiza los planos que serán ejecutados por Domingo de Iriarte, maestro de obras de Madrid. Sigue el modelo conventual de carmelitas y agustinos del siglo XVII. Es similar al convento de la Encarnación de Madrid, diseñado por Alberto de la Madre de Dios, un arquitecto muy vinculado con el Duque de Lerma y con Juan Gómez de Mora.
Para las obras se hizo donación de la piedra del castillo viejo, y el 24 de agosto de 1624, con asistencia del ayuntamiento en pleno y del obispo de Pamplona, Cristóbal Lobera, se bendice el lugar dando comienzo las obras el 26 de septiembre siguiente. Desde 1628 dirige las obras Miguel de Aroche y en junio de 1634 se inaugura el edificio.

### Obra pictórica
Los retablos, el mayor y los dos colaterales, se encargan a dos maestros de Pamplona: Diego de Vidarte, ensamblador, y Domingo de Lussa, su yerno y escultor. Tres lienzos del retablo mayor son obra de Vicente Carducho, artista con experiencia en la realización de otras obras para las madres agustinas y que también había realizado el retablo mayor del convento de la Encarnación de Madrid.
Sobre la puerta de entrada a la iglesia hay una imagen de la Inmaculada Concepción, obra del escultor Miguel López de Ganuza.
También son suyas los dos escudos de los fundadores situados a los lados de la ventana central, que ilumina el coro.
En el interior hay un conjunto de retablos barrocos realizados en 1700 por Francisco Gurrea y García.
El templo estaba decorado por una colección de tapices basada en los cartones de Rubens.
El convento es de clausura, por lo que lo único que se puede visitar es su iglesia.